# تيريزا كارينيو
تيريزا كارينيو (بالإسبانية: María Teresa Carreño) هي موزعة وملحنة وعازفة بيانو فنزويلية، ولدت في 22 ديسمبر 1853 في كاراكاس في فنزويلا، وتوفيت في 12 يونيو 1917 في نيويورك في الولايات المتحدة.

## وصلات خارجية
- تيريزا كارينيو على موقع الموسوعة البريطانية (الإنجليزية)
- تيريزا كارينيو على موقع ميوزك برينز (الإنجليزية)
- تيريزا كارينيو على موقع ديسكوغز (الإنجليزية)